# Ola Fogelberg
Ola Fogelberg, född 20 juli 1894 i Helsingfors, död 25 augusti 1952 i Ekenäs landskommun, var en finländsk konstnär, reklamgrafiker och uppfinnare.
Den mångsidige Fogelbergs huvudyrke var reklamgrafikerns, men han verkade även vid sidan av tecknandet som uppfinnare inom filmteknik och var i den egenskapen en banbrytare inom finländsk animerad film. Hans egentliga tjänst var som reklamchef vid Elanto 1918–1945, där han blev känd som skaparen av en av Finlands första tecknade originalserier, Kalle Träskalle (finska: Pekka Puupää), som publicerades första gången 1925 och ingick i bland annat Elanto-bladet. I yngre år var Fogelberg en framstående medeldistanslöpare, bland annat den förste finländare som underskred 2 minuter på 800 meter.